# Neoeburnella avocalis
Genre
Synonymes
- Eburnella Jocqué & Bosmans, 1983 nec Pease, 1870

Espèce
Synonymes
- Eburnella avocalis Jocqué & Bosmans, 1983

Neoeburnella avocalis, unique représentant du genre Neoeburnella, est une espèce d'araignées aranéomorphes de la famille des Linyphiidae.

## Distribution
Cette espèce est endémique de Côte d'Ivoire.

## Description
Le mâle holotype mesure 1,64 mm et la femelle paratype 1,93 mm.

## Publications originales
- Jocqué & Bosmans, 1983 : Linyphiidae (Araneae) from Ivory Coast, with the description of three new genera. Zoologische Mededelingen, Leiden, vol. 57, no 1, p. 1-18 (texte intégral).
- Koçak, 1986 : A replacement name in the family Linyphiidae (Araneae). Priamus, vol. 4, p. 47.